# Thomas Goes

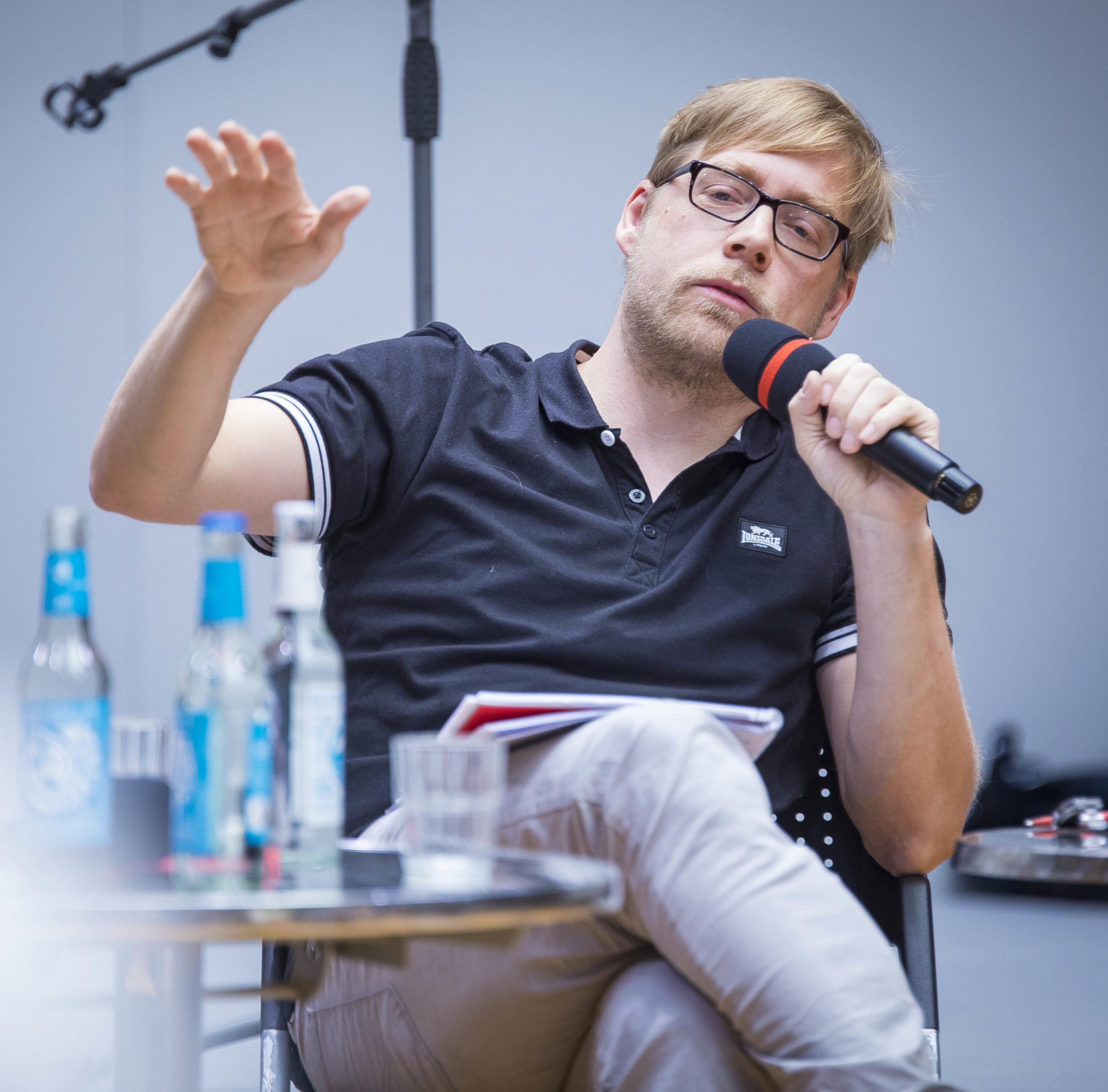
Thomas Goes (2018)

Thomas Eilt Goes (* 3. Juni 1980 in Aurich) ist ein deutscher Sozialwissenschaftler und Autor.

## Leben
Goes wurde an der Universität Jena zum Thema Prekarisierung im Großhandel promoviert und arbeitet am Soziologischen Forschungsinstitut (SOFI) in Göttingen. Goes arbeitet in der Tradition einer kritischen Theorie der Gesellschaft. Seine Arbeitsschwerpunkte liegen in der Arbeitssoziologie, der Arbeitsbeziehungsforschung, Kapitalismusanalyse, Populismus- und Lohnabhängigenbewusstseinsforschung.
Im Mittelpunkt seiner Forschungen steht die Restrukturierung von Klassenverhältnissen auf gesellschaftlicher und betrieblicher Ebene. Dabei wird häufig der Zusammenhang mit politischen Verarbeitungsweisen, gewerkschaftlicher Organisierung und solidarischen Alternativen beleuchtet.
Goes veröffentlichte mehrere Bücher zu Gewerkschaften, Streiks und eines zum Thema Linkspopulismus.
Zur Bundestagswahl 2021 trat Goes für die Partei Die Linke als Direktkandidat im Wahlkreis Göttingen an und erreichte dort mit 8.057 Stimmen 5,1 %.

## Schriften
- Grüner Sozialismus? Über das politische Bewusstsein von Arbeiter*innen in Zeiten des Umbruchs. Transckript, Bielefeld 2024, ISBN (Online als Open Access).
- Klassen im Kampf. Papyrossa Verlag, Köln 2019, ISBN 978-3-89438-690-0.
- mit Violetta Bock: Ein unanständiges Angebot? Mit linkem Populismus gegen Eliten und Rechte. Papyrossa Verlag, Köln 2017, ISBN 978-3-89438-652-8.
- Aus der Krise zur Erneuerung? Gewerkschaften zwischen Sozialpartnerschaft und sozialer Bewegung. Papyrossa Verlag, Köln 2016, ISBN 978-3-89438-619-1.
- Zwischen Disziplinierung und Gegenwehr. Wie Prekarisierung sich auf Beschäftigte im Großhandel auswirkt. Campus-Verlag, Frankfurt/Main 2015, ISBN 978-3-593-50274-8.
- mit Klaus Dörre, Stefan Schmalz, Marcel Thiel: Streikrepublik Deutschland? Die Erneuerung der Gewerkschaften in Ost und West. Campus-Verlag, Frankfurt/Main 2016, ISBN 978-3-593-50561-9.
- In Bewegung! – Gewerkschaft zwischen Defensive und Erneuerung, VSA, Hamburg 2015, ISBN 978-3-89965-985-6.